# Болдырево (Тюменская область)
Болдырево — село в Абатском районе Тюменской области России. Административный центр Болдыревского сельского поселения.

## История
В «Списке населенных мест Российской империи» 1871 года издания (по сведениям 1868—1869 годов) населённый пункт упомянут как казённая деревня Большая Болдырева Ишимского округа Тобольской губернии, при реке Китерне, расположенная в 70 верстах от окружного центра города Ишим. В деревне насчитывалось 53 двора и проживал 271 человек (170 мужчин и 101 женщина).
В 1926 году в деревне имелось 127 хозяйств и проживал 651 человек (304 мужчины и 347 женщин). В административном отношении Большая Болдырева являлась центром Болдыревского сельсовета Абатского района Ишимского округа Уральской области. Функционировала школа I ступени.

## География
Село находится в юго-восточной части Тюменской области, в лесостепной зоне, в пределах Ишимской равнины, преимущественно на правом берегу реки Китерня (приток Ишима), на расстоянии примерно 16 километров (по прямой) к западу-северо-западу (WNW) от села Абатское, административного центра района. Абсолютная высота — 89 метров над уровнем моря.

### Часовой пояс
Болдырево, как и вся Тюменская область, находится в часовой зоне МСК+2. Смещение применяемого времени относительно UTC составляет +5:00.

## Население
| 1989 | 2002 | 2010 |
| ---- | ---- | ---- |
| 732  | ↘631 | ↘510 |

Гендерный состав
По данным Всероссийской переписи населения 2010 года в гендерной структуре населения мужчины составляли 46,5 %, женщины — соответственно 53,5 %.
Национальный состав
Согласно результатам переписи 2002 года, в национальной структуре населения русские составляли 93 % из 631 чел.

## Инфраструктура
В селе функционируют средняя общеобразовательная школа, детский сад, дом культуры, библиотека, фельдшерско-акушерский пункт и отделение Почты России.

## Улицы
Уличная сеть села состоит из пяти улиц и двух переулков.